# Team Essex
Team Essex est écurie de sport automobile danoise. Elle participe notamment aux 24 Heures du Mans en 2008 et 2009 dans la catégorie LMP2 avec une Porsche RS Spyder Evo. Peter Halvorsen est le patron de l'écurie.

## Histoire
John Nielsen est le directeur technique de l'écurie.
En 2006, l'écurie s'associe avec Zytek Engineering pour exploiter un prototype Zytek en catégorie LMP1 aux 24 Heures du Mans.
En 2008, l'écurie termine deuxième du championnat Le Mans Series avec une victoire acquise lors des 1 000 kilomètres de Monza.
En 2009, l'écurie remporte les 24 Heures du Mans dans la catégorie LMP2 avec une Porsche RS Spyder Evo,,.